# Lady Franklin Bay-ekspeditionen 1881-1884
Lady Franklin Bay-ekspeditionen 1881-1884 (officielt Den internationale Polarekspedition) ind i den canadiske arktis blev ledet af løjtnant Adolphus Greely og blev fremmet af De Forenede Staters hærs signalkorps. Dens formål var tredobbelt: at etablere en meteorologisk observationsstation som en del af det første internationale polarår for at indsamle astronomiske data og polarmagnetiske data. Under ekspeditionen nåede to besætningsmedlemmer en ny "længst nord"-rekord, men af de oprindelige 25 mænd overlevede kun 7 for at vende tilbage til USA.
Ekspeditionen foregik under Signalkorpsets regi på et tidspunkt, hvor Corps 'Chief Disbursements Officer, Henry W. Howgate, blev arresteret for underslæb. Men det afskrækkede ikke planlægningen og udførelsen af rejsen.

## Ekspeditionens forløb

### 1881
Ekspeditionen blev ledet af løjtnant Adolphus Greely fra Fifth United States Cavalry (USAs 5te kavaleri), med astronomen Edward Israel og fotografen George W. Rice blandt besætningen på 21 officerer og mænd. De sejlede på skibet "Proteus" og nåede St. John's i Newfoundland i begyndelsen af juli 1881. I Godhavn på Grønland hentede de to inuit-hundslædeførere samt lægen dr. Octave Pavy og Mr. Clay, som havde fortsat deres videnskabelige undersøgelser i stedet for at vende tilbage til Firenze med resten af Howgate-ekpeditionen i 1880. "Proteus" ankom uden problemer ved Lady Franklin Bay inden den 11. august, landsatte mænd og udstyr og forlod dem der. I de følgende måneder opnåede løjtnant James Booth Lockwood og sergent David Legge Brainard en ny "længst nord"-rekord ved 83° 24'N 40° 46'W, ud for Grønlands nordkyst. Ukendt for Greely havde sommeren været ekstraordinært varm, hvilket førte til en undervurdering af de vanskeligheder, som deres udsættelsesekspeditioner ville møde under deres færd for at nå Lady Franklin Bay i de følgende år.

### 1882
I sommeren 1882 ventede mændene et forsyningsskib fra syd. "Neptun", belæsset med forsyningsartikler, afsejlede i juli 1882, men på grund af is og vejr blev kaptajn Beebe tvunget til at vende om for tidligt. Alt, hvad han kunne gøre, var at forlade nogle forsyninger i Smith Sund i august og den resterende proviant i Newfoundland med planer om deres levering det følgende år. Den 20. juli sluttede dr. Pavys kontrakt, og Pavy meddelte, at han ikke ville fornye den, men ville fortsætte med at tage sig af ekspeditionens medicinske behov. Greely beordrede lægen at overdrage alle sine registre og journaler. Pavy nægtede, og Greely bragte ham i arrest. Pavy var ikke spærret inde, men Greely hævdede, at han havde til hensigt at få ham dømt ved en retssag, når de vendte tilbage til USA.

### 1883
I 1883 blev nye redningsforsøg fra "Proteus" under ledelse af løjtnant Ernest Garlington og "Yantic" under ledelse af kommandør Frank Wildes, USN, mislykkede, idet "Proteus" blev knust af isen.
I sommeren 1883 besluttede Greely i overensstemmelse med sine instruktioner om i tilfælde af to på hinanden følgende nødhjælpstogter, der ikke nåede Fort Conger, selv at drage syd med sine besætningsmedlemer. Det var planlagt, at nødhjælpsskibene skulle deponere forsyninger langs Nares-strædet, omkring Cape Sabine og Littleton Island, hvis de ikke kunne nå Fort Conger, hvilket burde have sikret en bekvemmelig overvintring af Greelys mænd. Men da "Neptun" ikke engang kom så langt, og "Proteus" sank, var der i realiteten kun lagt en lille nødforsyning til 40 dages ophold af Proteus ved Cape Sabine.
Da de ankom der i oktober 1883, var sæsonen for fremskreden til, at Greely at enten prøve at søge til Baffin Bay for at komme til Grønland med sine små både eller at vende tilbage til Fort Conger, så han måtte vinter på stedet.

### 1884
I 1884 arbejdede marinesekretæren, William E. Chandler, med planlægningen for den efterfølgende redningsindsats, som blev ledet af kommandør Winfield Schley. Da fire skibe ("Bear", "Thetis", det britiske "Alert" og "Loch Garry") nåede Greelys lejr den 22. juni, havde kun syv mænd overlevet vinteren. Resten var bukket under som følge af hungersnød, hypotermi og drukning, og en mand, menig Henry, var blevet skudt på Greelys ordre for gentagne tyveri af madrationer. Da undsætningen kom, havde alle mistet ethvert håb om frelse. Den 2. juli ankom skibet til Upernavik, og Greely, som havde været døden nær, kom sig efterhånden.

### Hjemkomst
De overlevende medlemmer af ekspeditionen blev modtaget som helte. En parade med deltagelse af tusinder blev afholdt i Portsmouth i New Hampshire. Det blev besluttet, at hver af de overlevende skulle tildeles en forfremmelse i hærens rang, selv om Greely angiveligt afviste.

## Betydning
Ekspeditionen havde gjort vigtige geografiske opdagelser, idet Greely selv fra Fort Conger havde foretaget to rejser til det indre af Grinnell Land, og løjtnant Lockwood én rejse ti] Grønlands nordkyst og én til vestkysten af Grinnell Land og der opdaget den store Greely Fjord. Alle ekspeditionens resultater hjembragtes.